# Riffraff
 Riffraff és una pel·lícula estatunidenca dirigida per J. Walter Ruben el 1936.

## Argument
Un pescador holandès es casa amb Hattie, una treballadora d'una fàbrica de conserves. Després ell és expulsat del sindicat i l'acomiaden de la feina, i deixa que Hattie robi diners per a ell i la tanquin a la presó. Aconsegueix una feina nova, i promet esperar Hattie.

## Rebuda
Les crítiques contemporànies van ser generalment positives, tant per  la pel·lícula i el nou aspecte "natural" de Harlow amb una perruca morena per la funció. Franc S. Nugent de The New York Times va elogiar els moments de "comèdia robusta", però lamentava els moments que es tornava seriosa i una "sorollosa patinada de broma en els pendents de rutina melodramàtica." Variety va fer una ressenya positiva, elogiant el "repartiment excel·lent" i el diàleg que era "vigorós i ben escrit." Film Daily va ser també positiu, definint-la com una "pel·lícula saludable, plena d'acció i comèdia", amb "actuacions bones" de Harlow i Tracy. El Prescott Evening Courier va escriure que "Jean Harlow mai ha mostrar millor versatilitat." El Milwaukee Sentinel va escriure que hi havia "molta comèdia hilarant i acció  que treu l'agulló de massa patetisme", i que Tracy fa una "feina excel·lent." John Mosher del The New Yorker va escriure una ressenya negativa, lamentant que la pel·lícula "deixa Harlow en el fons força estona ... Diria de la cinta que no hi ha prou Harlow."

## Repartiment
- Jean Harlow: Hattie
- Spencer Tracy: Dutch
- Una Merkel: Lil
- Joseph Calleia: Nick
- Victor Kilian: 'Flytrap'
- Mickey Rooney: Jimmy
- J. Farrell MacDonald: 'Brains'
- Roger Imhof: 'Pops'
- Juanita Quigley: Rosie
- Vince Barnett: Lew
- Dorothy Appleby: Gertie
- Judith Wood: Mabel
- Arthur Housman: 'Ratsy'
- Wade Boteler: Bert
- Joe Phillips: Al
- Helene Costello: Maizie

## Box Office
Segons la MGM, la pel·lícula va guanyar 717.000$ als EUA  i 330.000$ a la resta del món resultant una pèrdua de 63.000$.